# Changiostyrax dolichocarpus
Changiostyrax dolichocarpus là một loài thực vật có hoa trong họ Bồ đề. Loài này được (C.J.Qi) Tao Chen mô tả khoa học đầu tiên năm 1995.